# Grotte de Mayrière supérieure
La grotte de Mayrière supérieure est une grotte ornée proche de la vallée de l'Aveyron, sur la commune de Bruniquel en Tarn-et-Garonne.

## Situation
Elle se trouve à 2,2 km au sud-est de Bruniquel, à 900 m à l'est de la D964 (distances à vol d'oiseau).
Elle fait partie d'un ensemble de trois grottes situées sur le versant nord d'une petite vallée débouchant sur la Vère ; cette dernière rejoint l'Aveyron à Bruniquel.

## Caractéristiques
Elle est constituée d'un grand couloir sinueux de 350 m de long dans lequel des peintures du Paléolithique supérieur furent découvertes en 1952 par A. Jarlan. Situées à une cinquantaine de mètres de l'entrée, elles furent étudiées en 1976 par J. Clottes et R. Guicharnaud,. Elles consistent en deux figures de bison se suivant, sur un panneau de 2 m de long. Sur des bases stylistiques (perspective frontale des cornes, absence de détails anatomiques), ces bisons ont été attribués au Solutréen (style III de Leroi-Gourhan),.

## Les peintures pariétales altérées volontairement
Les peintures de la grotte de Mayrière supérieure ont été gravement altérées en 1992 par un groupe d'Éclaireuses Éclaireurs de France, encadrés par des membres du Spéléo-club albigeois, ayant entrepris de nettoyer les parois de la cavité. Deux bisons peints en noir ont notamment été effacés. « Les traces de ce nettoyage, bien marquées, dénotent une ferme intention de faire disparaître toute trace de peinture, vraisemblablement confondue par les auteurs de la dégradation, avec des graffitis faits de « noir de fumée ». Cette initiative valut aux Éclaireuses éclaireurs de France l'attribution du Prix Ig-Nobel d'archéologie en 1992.